# Ilhas Delarof
As ilhas Delarof (em alemão:  Naahmiĝun tanangis) constituem a parte mais ocidental das ilhas Andreanof, no centro da cadeia insular das ilhas Aleutas, Alasca, Estados Unidos.
As Delarof consistem em 11 ilhas com nome: Amatignak, Gareloi, Ilak, Kavalga (Qavalĝa), Ogliuga (Aglaga), Skagul (Sxaĝulax̂), as Tags (Tagachaluĝis), Tanadak (Tanaadax̂), Ugidak (Qagan-tanax̂), Ulak, e Unalga (Unalĝa).
Estão separadas do resto das Andreanof pela passagem Tanaga a leste e da ilha Amchitka e Semisopochnoi (as mais orientais das ilhas Rat) pela passagem Amchitka a oeste.  No total a área é de 165,349 km² e todas são desabitadas.
Receberam o nome em 1836 dado pelo capitão Fyodor Petrovich Litke da Marinha Imperial Russa, em homenagem ao administrador de origem grega Eustrate Ivanovich Delarof (também grafado como Evstratii Ivanovich Delarov), que foi o chefe da Companhia Shelikov-Golikov, precursora da Companhia Russo-Americana, de 1787 a 1791.